# SN 2006fq
SN 2006fq – supernowa typu II-P odkryta 27 sierpnia 2006 roku w galaktyce A002000-0037. W momencie odkrycia miała maksymalną jasność 20,50m.